# Junee
Junee is een plaats in de Australische deelstaat New South Wales en telt 3744 inwoners (2006).

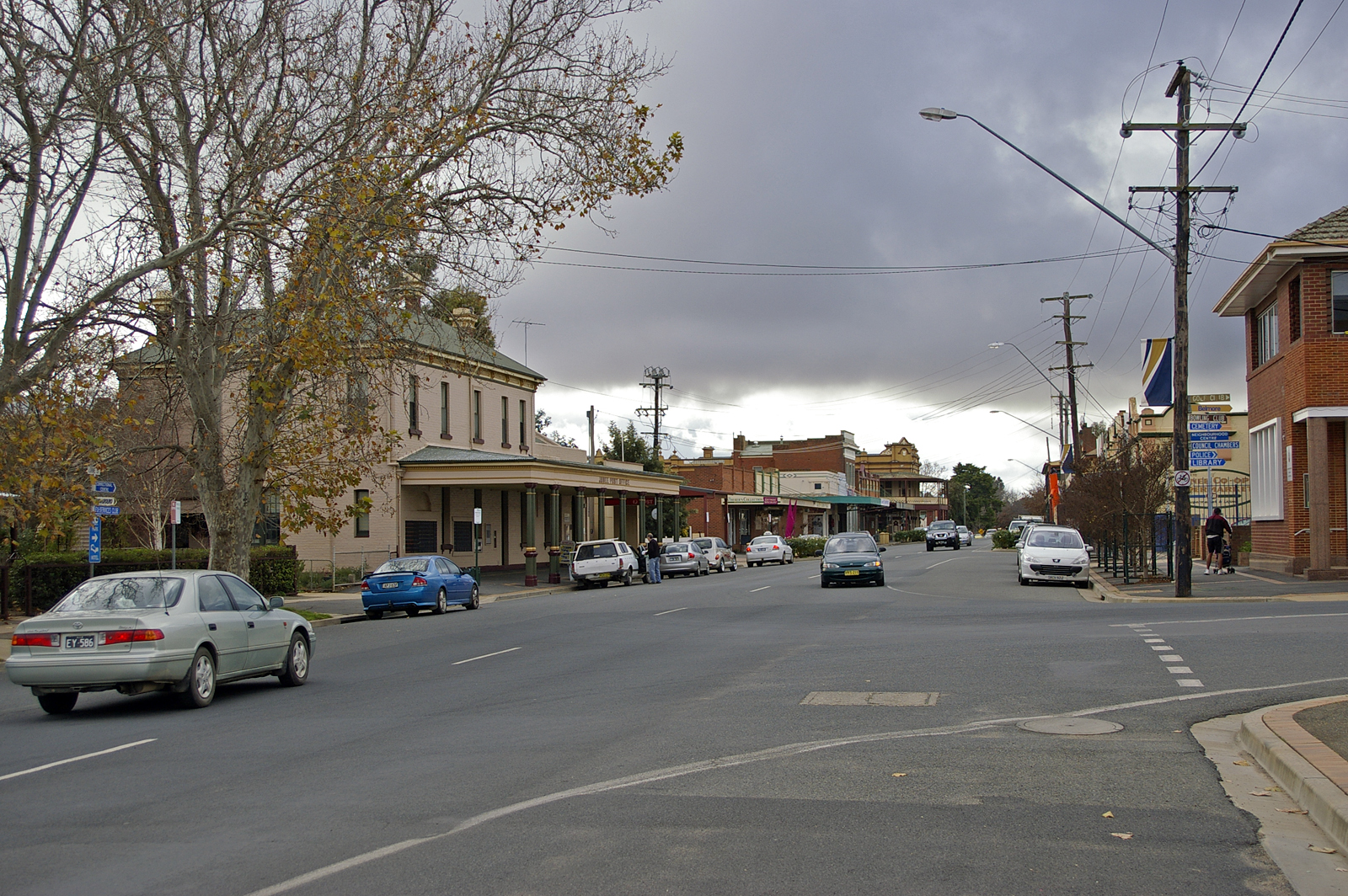
Lorne Street